# Micrapate Xyloperthoides
Micrapate Xyloperthoides is een keversoort uit de familie boorkevers (Bostrichidae). De wetenschappelijke naam van de soort is voor het eerst geldig gepubliceerd in 1859 door Jacquelin du Val.